# Černá Voda
Černá Voda (deutsch Schwarzwasser) ist eine Gemeinde im  Okres Jeseník in Tschechien, der zur Mikroregion Žulovska gehört. Er liegt zehn Kilometer nordwestlich von Jeseník.

## Geographie
Černá Voda befindet sich östlich des Reichensteiner Gebirges in der Žulovská pahorkatina, den nördlichen Ausläufern des Altvatergebirges. Östlich erhebt sich der Bukový vrch (346 m), westlich die Boží hora (527 m). Der höchste Punkt der Gemeinde ist der Tannenberg mit 477 m und der niedrigste liegt nördlich von Rokliny mit 290 m. Durch den Ort fließt der Černý potok (Schwarzwasser). Westlich des Dorfes liegt der 14 Hektar große Velký rybník (Großer Teich), der vom Plavný potok gespeist wird.
Nachbarorte sind Rokliny und Stará Červená Voda im Nordosten, Nová Červená Voda im Osten, Nové Podhradí und Staré Podhradí im Süden, Zelená Hora und Vápenná im Südwesten, Žulová im Westen sowie Žlíbek, Tomíkovice und Kobylá nad Vidnavkou im Nordwesten.

## Geschichte
Die erste schriftliche Erwähnung des Ortes stammt aus dem Jahr 1284 im Zusammenhang mit dem Bau der Burg Kaltenstein durch die Bischöfe von Breslau. Der Ort wurde mit dem Namen Nigra Aqua (lateinisch Schwarzes Wasser) gegründet. Die nächsten Besitzer waren die Herren Haugwitz auf Friedeberg. Aus einem Abgabenregister des Bistums Breslau vom Jahre 1491 geht hervor, dass die acht Bauernstellen des Ortes je eine Mark Abgaben zu leisten hatten. Auf dem Gelände des Schlosses Kaldenstein, das um 1500 in der Folge kriegerischer Auseinandersetzungen aufgegeben wurde, entstand der Ort Schwarzwasser in den Jahren 1579–1581 unter Bischof Martin von Gerstmann neu. Die Scholtissei, die niedere Gerichtsbarkeit von Schwarzwasser, übte nach der Neugründung des Dorfes im 16. Jahrhundert Martin Göppert aus. Seine Nachkommen verkauften den Grundbesitz an Christoph Gebhard. 1617 erwarb Johann von Mükusch auf Nieder Rothwasser die Scholtisei und die freie Bauernstelle für 3500 Taler. Das Rittergeschlecht von Mükusch und Buchberg baute im 17. Jahrhundert das Schloss Schwarzwasser mit Kapelle und bestimmte bis ins Ende des 18. Jahrhunderts die Geschicke des Ortes. 1798 verkaufte Ernst von Mükusch das feudale Eigentum an den Grafen Conrad von Sternberg. Dieser verkaufte die Scholtisei an den Ingenieur Johann Tschirsch, der den Weiler Neukaltenstein gründete. Die nachfolgenden Besitzer der Scholtisei waren Johann Nepomuk Oehl, Fridolin Thrul, Wilhelm Hoppe und 1910 Karl Freiherr von Skal auf Jungferndorf.
Am 7. September 1848 endete der Feudalismus mit der Abschaffung der Fronarbeit durch die bürgerliche Revolution. 1869 erfolgte die Eingemeindung von Schroppengrund.
Aus Hamburg Zugewanderte begannen Mitte des 19. Jahrhunderts Findlingsgranite der näheren Umgebung zu bearbeiten und im Jahre 1854 waren im Ort 16 Steinmetzen in Arbeit. Von großer Bedeutung für die Entwicklung des Ortes war der Straßenbau von Schwarzwasser nach Friedeberg in den Jahren 1868/69. Die Straße war die Voraussetzung für die weitere Entwicklung der Steinindustrie und bereits 1874 wurde die Firma Glogau mit 30 Steinmetzen und die Firma G. Franke & Brüder, die eine der größten Steinindustriefirmen im Altvatergebiet wurde, gegründet. Durch die Marmor- und Granitvorkommen in den umliegenden Bergen kam es Ende des 19. Jahrhunderts zu einem wirtschaftlichen Aufschwung. Der Ort gehörte noch Anfang des 20. Jahrhunderts zu den großen Gemeinden im Bezirk Freiwaldau und prosperierte wirtschaftlich. Es entstanden öffentliche Einrichtungen, wie das Feuerwehrhaus, das Postamt und das Schulgebäude in der Dorfmitte. 1910 erhielt Schwarzwasser eine eigene Telefonstation.
Im Ersten Weltkrieg hatte der Ort 79 Gefallene zu beklagen. Nach dem Zerfall der k.u.k. Monarchie wurde Schwarzwasser Teil der Tschechoslowakei. 1919 begann der Einsatz der tschechoslowakischen Gendarmerie, die 1925 ein neues Gebäude erhielt. 1928 wurde Schwarzwasser elektrifiziert und 1937 waren alle Ortsteile ans elektrische Netz angeschlossen. Bei der Volkszählung 1930 wurden in der Gemeinde Schwarzwasser „232 Gebäude und landwirtschaftliche Gebäude mit 883,32 ha, davon 578,70 ha Ackerland“ und 2181 Einwohner gezählt.
Die Entwicklung einer Steinindustrie in Schwarzwasser begann schon ab etwa 1900. Am Höhepunkt dieser Entwicklung befanden sich zwölf deutsche Firmen und eine tschechische Firma (Fa. Holec) im Ort, die zwischen 1800 und 2000 Steinarbeiter beschäftigten. In Schwarzwasser war die stärkste Konzentration von Steinindustriefirmen in der Region Freiwaldau zu verzeichnen. Die dort ansässigen Firmen bedienten nicht nur den deutschsprachigen Raum, sondern exportierten in alle Länder Europas, USA, Südamerika, Australien und Neuseeland. Mit dem Beginn der Weltwirtschaftskrise in den 1930er Jahren stieg die Arbeitslosenzahl bis zum 1. Januar 1933 auf 584. an. Nach der Machtübernahme durch die Nationalsozialisten in Deutschland und ihrem Bestreben, das Sudetenland „heim ins Reich“ zu führen, kam es auch in Schwarzwasser zu Auseinandersetzungen mit der Gendarmerie und zu Schießereien. Entsprechend dem Münchner Abkommen besetzte am 6. September 1938 die Wehrmacht das Freiwaldauer Gebiet. Bis zum Eintreffen des Verwaltungskommissars des Deutschen Reiches, Alfred Theien, übernahm Wilhelm Muschau die Geschicke des Ortes. Am 17. Mai 1939 hatte die Gemeinde Schwarzwasser 2285 Einwohner.
Zum Ende des Zweiten Weltkriegs besetzten am 7. Mai 1945 sowjetische Soldaten unter Marschall Iwan Stepanowitsch Konew Schwarzwasser. Die deutschstämmige Bevölkerung wurde 1946 nach Niklasdorf gebracht und von dort aus mit Eisenbahntransporten ausgewiesen. Es begann die Neuansiedlung von Menschen aus Horní Bečva (Mährische Walachei), Steinmetzen aus der Gegend von Drahany sowie Familien aus der Liptau in der Slowakei. Im Jahre 1946 wurde der landwirtschaftliche Besitz und 1948/49 wurden stufenweise die Wohnhäuser übergeben. Teilweise kam es zu Versorgungsproblemen, da die neuen Landwirte die Boden- und Klimaverhältnisse nicht kannten und mit den Bewirtschaftungsgrößen keine Erfahrung hatten. Die Neuansiedler stammten aus unterschiedlichen Kulturkreisen. Am 22. Mai 1947 lebten in Černá Voda nur noch 894 Menschen.
Die Überführung des Privateigentums in Gemeineigentum begann am 25. Februar 1948, die Bodenreform führte zu einem Rückgang der landwirtschaftlichen Produktion. Dadurch stellte sich große Unzufriedenheit in der Bevölkerung ein, die in der „Massenabwanderung der Arbeiter gipfelte.“ In der Mitte der 1950er Jahre stabilisierte sich die wirtschaftliche Lage; die Lebensmittelversorgung wurde durch Arbeitskräfte im Ernteeinsatz gesichert. Černá Voda hatte 1960 985 Einwohner; im Zeitraum von 1939 bis 1946 waren es etwas mehr als 2000.
In der Steinverarbeitung fehlten fachlich qualifizierte Steinmetze und die Nachfrage nach Naturstein. Einzelne Betriebe gaben auf und nach 1950 wurden alle Steinbruchbetriebe geschlossen. Die frühere Steinmetzfachschule wurde ab 1. September 1961 in eine allgemeine Internatsschule umgewandelt. Ein Steinverarbeitungsbetrieb, aus dessen Steinbruch heller Granit mit dunklen Schlieren stammt, arbeitet derzeit noch in Černá Voda.
1968 sandten die Lehrer der Grundschule eine Resolution an das Zentralkomitee der KP der ČSSR, in der sie den sofortigen Abzug aller fremden Truppen forderten.
1970 wurden der Bach reguliert und Brücken gebaut, da es laufend zu Überschwemmungen gekommen war. 1975 wurden der Kindergarten, das Kulturhaus und die Turnhalle umgebaut und fertiggestellt. 1989 wurde im Rahmen des Demokratisierungsprozesses ein Bürgerforum gegründet. 2006 hatte Černá Voda 629 Einwohner.

## Geologie
Das Gemeindegebiet liegt auf Granitboden. Das Granitvorkommen tritt teilweise aus der Erdoberfläche heraus und wurde an mehreren Stellen abgebaut. Südlich von Kaltenstein tritt eine Insel von weißem grobkörnigem Marmor hervor, die sich bis nach Vápenná (Setzdorf) fortsetzt. Im Zeitalter des Quartärs war das Gebiet von Gletschern mit Ausnahme der höchsten Erhebungen bedeckt. Davon zeugen Geschiebe, Findlinge, Lehm und Sande. Unweit der Försterei gibt es eine Tropfsteinhöhle.
Technische Werte des hellen Černá Voda-Granits:
- Dichte: 2,641 t/m³
- Wasseraufnahme: 0,48 Gewichtsprozent
- Druckfestigkeit: 167,5 MPa

## Klima
Das Klima ist gemäßigt mit einer Temperatur von 8,1 °C im Jahresdurchschnitt. Die Niederschlags-Jahresdurchschnittsmenge beträgt 880 Millimeter.

## Gemeindegliederung
Für die Gemeinde Černá Voda sind keine Ortsteile ausgewiesen. Grundsiedlungseinheiten sind Černá Voda (Schwarzwasser), Nové Podhradí (Neu-Kaltenstein), Rokliny (Schroppengrund) und Staré Podhradí (Alt-Kaltenstein).
Das Gemeindegebiet gliedert sich in die Katastralbezirke Černá Voda und Rokliny.

## Sehenswürdigkeiten
- Pfarrkirche Mariä Namen,
- Renaissance-Schloss

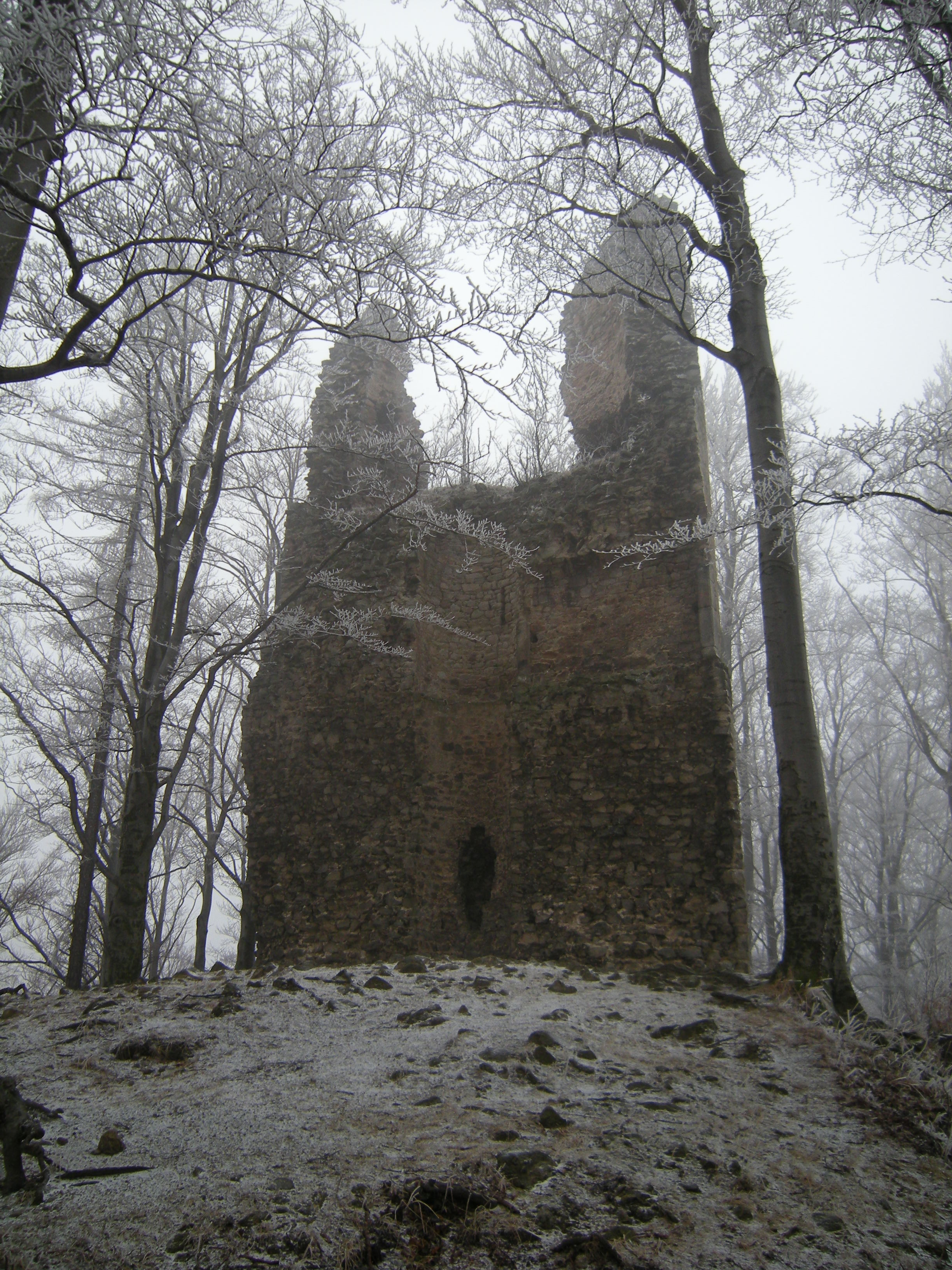
Ruine der Burg Kaltenstein

- Ruine der Burg Kaltenštejn auf dem Hradisko, südlich des Dorfes.

## Persönlichkeiten
- Anna Krause (1903–nach 1963), Landarbeiterin und Parteifunktionärin (SED), Abgeordnete der Volkskammer der DDR
- Hermann Latzel (* 1942), deutscher Weitspringer